# Flavio Calle Zapata
Flavio Calle Zapata (San Andrés de Cuerquia, 18 de fevereiro de 1944) é prelado colombiano da Igreja Católica Romana. É arcebispo emérito de Ibagué, a qual governou de 2003 a 2019. Anteriormente, serviu como incumbente da Prelazia de Alto Sinu, de 1989 a 1993 e bispo de Sonsón-Rionegro, de 1993 a 2003.

## Biografia
Nasceu em San Andrés de Cuerquia, Antioquia, filho de Pedro Calle e Celia Zapata. Cursou o ensino secundário no Seminário Menor de Santa Rosa de Osos e Filosofia e Teologia no seminário maior da mesma diocese.
Foi ordenado presbítero em 22 de agosto de 1968, em Bogotá, por imposição das mãos do Papa Paulo VI em sua visita apostólica à Colômbia, e foi incardinado à Diocese de Santa Rosa de Osos. Iniciou seu ministério presbiteral como membro da equipe diocesana da pastoral juvenil; depois foi pároco de El Bagre durante nove anos e, seguidamente, membro da equipe diocesana de pastoral. Foi enviado a Roma para estudar e obteve licenciatura e doutorado em Teologia Moral na Pontifícia Universidade Gregoriana. De volta à Colômbia, trabalhou como professor e diretor espiritual do Seminário de Santa Rosa de Osos.
Em 16 de fevereiro de 1989, foi nomeado bispo-prelado do Alto Sinu. Recebeu a consagração episcopal no mês seguinte, das mãos de Monsenhor Joaquín García Ordóñez, então bispo de Santa Rosa de Osos, auxiliado por Monsenhor Angelo Acerbi, núncio apostólico na Colômbia, e Monsenhor Darío Castrillón Hoyos, bispo de Pereira. No ano seguinte, foi nomeado também administrador apostólico da vizinha Diocese de Sincelejo.
No seu aniversário de quatro anos de episcopado, foi nomeado bispo de Sonsón-Rionegro em Antioquia. Tomou posse na Catedral de Sonsón em 19 de março, Solenidade de São José, de quem é devoto; no dia seguinte, tomou posse na Catedral de Rionegro. Sua preocupação principal foi implantar na diocese um plano de pastoral para a Nova Evangelização, seguindo as diretrizes da Conferência de Santo Domingo, logrando integrar o clero, as comunidades religiosas e o laicato. Também foi notável seu trabalho pelas vocações e pelas missões, abrindo novas experiências missionárias na Ásia, na África e na América Central.
Durante seu pastoreio naquela diocese, fortaleceu a Pastoral Social, criou a Corporação Vida, Justicia y Paz e estimulou os programas de educação para a paz, sobretudo através dos Movimentos Sembradores de Paz e Jóvenes Constructores de Sociedad Civil; o próprio liderava a organização dos dirigentes da região, assolada pela ação de grupos armados em conflito, para trabalhar pela pacificação.
Em 10 de janeiro de 2003, o Papa João Paulo II nomeou-o arcebispo de Ibagué e tomou posse de sua sé metropolitana, mais uma vez na Solenidade de São José, na Catedral da Imaculada Conceição. Desde sua chegada a Ibagué, ocupou-se da formação de futuros sacerdotes e do clero. Enviou muitos sacerdotes para estudar em Roma e na Espanha. Como expressão de sua comunhão e cuidado com os sacerdotes, criou a Casa Sacerdotal São José para acolher sacerdotes idosos e enfermos e oferecer-lhes atenção integral.
Em 2007, participou da Quinta Conferência Geral do Episcopado Latino-Americano em Aparecida, Brasil, e, respondendo a esta assembleia, de 2009 a 2011, promoveu a Grande Missão Arquidiocesana para fortalecer os processos de evangelização nas comunidades paroquiais. Em 14 de março de 2014, fez o lançamento do novo plano de pastoral para a Arquidiocese de Ibagué com duração até 2020.
Promoveu a Pastoral Social ao fortalecer o Banco Arquidiocesano de Alimentos, criado por seu antecessor, Monsenhor Juan Francisco Sarasti Jaramillo, CJM, em 12 de junho de 2002. Em 2012, estimulou a construção de um prédio para a nova construção de um abrigo para moradores de rua e fortaleceu a Fundação para a Saúde José Joaquín Flórez Hernández.
Em 18 de junho de 2003, paticipou da fundação da Corporação Desarrollo y Paz del Tolima (TOLIPAZ), com o propósito de promover o desenvolvimento pessoal e a paz no departamento, especialmente nos territórios mais afetados pelo conflito armado e com as comunidades mais vulneráveis.
Pertenceu a diversas comissões e serviços na Conferência Episcopal da Colômbia: em 1993, pertenceu à Comissão Episcopal para a Evangelização da Cultura e da Educação; de 2005 a 2008, foi presidente da Comissão Episcopal para a Família, Vida e Estado Laical. De 2011 a 2014, foi representante da Conferência Episcopal perante o Instituto de Bem-Estar Familiar e delegado substituto da CEC no Conselho Episcopal Latino-Americano (CELAM). De 2014 a 2017, serviu como representante da Comissão Permanente para o Conselho de Presidência.
Comemorou seu jubileu de 50 anos de sacerdócio em 22 de agosto de 2018. No ano seguinte, completando 75 anos de idade, como dita o Código Canônico, Monsenhor Calle pediu afastamento da administração da Arquidiocese. Seu pedido foi acatado pela Santa Sé, que formalizou sua renúncia em 19 de março de 2019. O prelado emérito retirou-se então para junto de sua família em Medellín.